# Kapelle Vorwärts
Kapelle Vorwärts war eine deutsche Punkband aus Bielefeld. Ihre Mitglieder hatten deutsche und finnische Wurzeln.

## Geschichte
Die Band wurde 2008 von Mary (Bass, Gesang) und Klaus (Gitarre, Gesang) als Nachfolgeband der Commandantes gegründet. Zur Besetzung gehörten außerdem Phil (Gitarre) und Charles (Schlagzeug, Backing Vocals). Die Band greift auf Widerstands-, Freiheits- und Protestlieder zurück, die als Punk- oder Ska-Versionen gespielt werden.
Seitdem hat die Band mehr als 60 Gigs im In- und Ausland gespielt. Zu den Künstlern, mit denen sie auftrat, gehören unter anderem Sigi Maron, Talco, Los Fastidios, 44 Leningrad, Microphone Mafia, Slime, Yok und Fahnenflucht.
Nach einigen Samplerbeiträgen veröffentlichte die Band Anfang 2011 ihr erstes Album Brot und Rosen, das als CD sowie als auf 300 Stück limitierte Vinyl-Doppelsingle bei Madbutcher Records erschien. Im Oktober absolvierten die vier Musiker ihre erste Tour durch Finnland.
Danach arbeitete die Band an ihrem zweiten Album Solidaarisuus, das im August bei Madbutcher Records erschienen ist. Das Besondere an dieser Veröffentlichung ist die musikalische Zusammenarbeit mit internationalen Vertretern der politischen Musik wie u. a. Klaus der Geiger, Faulenza, Attila the Stockbroker (Vereinigtes Königreich), Filippo Andreani (Italien) oder Säärelä (Finland). Am 14. September 2012 feierten sie ihre CD-Release-Party in der Extra Blues Bar in Bielefeld.
Im Dezember 2013 erfand sich die Band vollkommen neu. Mit Teemu (Schlagzeug) und Säärelä (Gitarre und Gesang) kamen zwei neue Musiker hinzu. Das Besondere daran war, dass die beiden aus Tampere in Finnland kamen und Kapelle Vorwärts somit eine deutsch-finnische Punkband war und auch Eigenkompositionen in finnischer Sprache spielte. Kapelle Vorwärts spielten in dieser Besetzung zahlreiche Gigs im In- und Ausland.
Der letzte nachweisbare Auftritt der Band fand im Oktober 2015 statt.

## Diskografie
- 2011: Brot und Rosen (Mad Butcher Records)
- 2012: Solidaarisuus (Mad Butcher Records)